# Volvo Women's Open 2000
Volvo Women's Open 2000  — жіночий тенісний турнір, що проходив на відкритих кортах з твердим покриттям у Паттайї (Таїланд). Належав до категорії Tier IVb в рамках Туру WTA 2000. Турнір відбувся вдесяте і тривав з 13 до 19 листопада 2000 року. Третя сіяна Анна Кремер здобула титул в одиночному розряді й отримала 18 тис. доларів США.

## Фінальна частина

### Одиночний розряд
Анна Кремер —  Тетяна Панова, 6–1, 6–4
- Для Кремер це був другий титул за сезон і за кар'єру.

### Парний розряд
Яюк Басукі /  Кароліна Віс —  Тіна Кріжан /  Катарина Среботнік, 6–3, 6–3